# Romany (Szczytno)
Romany (deutsch Rohmanen) ist ein Dorf in der polnischen Woiwodschaft Ermland-Masuren. Es gehört zur Gmina Szczytno (Ortelsburg) im Powiat Szczycieński (Kreis Ortelsburg).

## Geographische Lage
Romany liegt in der südlichen Mitte der Woiwodschaft Ermland-Masuren in den Dameraubergen, deren höchste Erhebung mit ihren 210 Metern westlich des Dorfes liegt. Innerhalb des Dorfes befindet sich ein kleiner Weiher und verleiht dem Ort einen geradezu malerischen Anblick. Südwestlich des Dorfes liegt in einer Talmulde der Rohmaner See (polnisch Jezioro Romanek), den die Einwohner früher einfach nur „Romanek“ nannten. Die Kreisstadt Szczytno (deutsch Ortelsburg) ist fünf Kilometer in südlicher Richtung entfernt.

## Geschichte
Rohmanen war eine der ältesten Siedlungen in der Ortelsburger Region. Am 11. November 1399 verschrieb Conrad Graf von Kyburg dem getreuen Morawitz Ländereien, die dieser mit Bauern besetzen sollte. 1425 wurden bereits acht Bauern verzeichnet. 1717 allerdings bezeichnete man die Vermögensumstände der Einwohner als schlecht, ja, sie hätten noch niemals gut gestanden. In den 1850er Jahren lässt sich dann aber eine entscheidende Besserung feststellen.
Zwischen 1874 und 1945 war Rohmanen in den Amtsbezirk Schöndamerau (polnisch Trelkowo) eingegliedert, der zum ostpreußischen Kreis Ortelsburg gehörte. Die Einwohnerzahl Rohmanens belief sich 1910 auf 673. Aufgrund der Bestimmungen des Versailler Vertrags stimmte die Bevölkerung im Abstimmungsgebiet Allenstein, zu dem Rohmanen gehörte, am 11. Juli 1920 über die weitere staatliche Zugehörigkeit zu Ostpreußen (und damit zu Deutschland) oder den Anschluss an Polen ab. In Rohmanen stimmten 408 Einwohner für den Verbleib bei Ostpreußen, auf Polen entfielen keine Stimmen.
Die Gründung der Entwässerungsgenossenschaft Rohmanen im Jahre 1921 war von großer Bedeutung. Jetzt konnten sogar alle tiefer liegenden Wiesenflächen in Kultur genommen werden, und die Erträge stiegen. 1925 wurde das Dorf an das Stromnetz angeschlossen.
Im Jahre 1933 hatte Rohmanen 609 Einwohner, im Jahre 1939 waren es noch 572.
Rohmanen wurde 1945 in Kriegsfolge zusammen mit dem ganzen südlichen Ostpreußen an Polen überstellt und erhielt die polnische Namensform „Romany“. Heute ist das Dorf mit dem Sitz eines Schulzenamtes (polnisch Sołectwo) eine Ortschaft im Verbund der Landgemeinde Szczytno (Ortelsburg) im Powiat Szczycieński (Kreis Ortelsburg), bis 1998 der Woiwodschaft Olsztyn, seither der Woiwodschaft Ermland-Masuren zugehörig. Die Zahl der Dorfbewohner belief sich 2011 auf 484.

## Kirche
Kirchlicherseits war Rohmanen bis 1945 nach Ortelsburg ausgerichtet: zur dortigen evangelischen Kirche in der Kirchenprovinz Ostpreußen der Kirche der Altpreußischen Union und zur römisch-katholischen Kirche der Kreisstadt – im Bistum Ermland gelegen.
Heute gehört Romany zur katholischen Kirche in Trelkowo (Groß Schöndamerau) im jetzigen Erzbistum Ermland, außerdem zur evangelischen Pfarrei Szczytno, jetzt der Diözese Masuren der Evangelisch-Augsburgischen Kirche in Polen zugehörig.

## Schule
Eine Schule gab es in Rohmanen seit der Regierungszeit Friedrich Wilhelms I. Im Jahre 1939 wurden hier in zwei Klassen etwa 120 Kinder unterrichtet.

## Verkehr
Romany liegt an der Woiwodschaftsstraße 600, die die beiden Regionen Mrągowo (Sensburg) und Szczytno (Ortelsburg) miteinander verbindet. Nebenstraßen führen von Nachbarorten in das Dorf. Eine Anbindung an den Bahnverkehr existiert nicht.